# Flint (rivière de Géorgie)
Pour les articles homonymes, voir Flint.
La rivière Flint (en anglais : Flint River) est une rivière des États-Unis qui prend sa source dans le haut Piedmont en Géorgie, au sud d'Atlanta. Elle coule ensuite sud-sud-ouest jusqu'à son confluent avec la Chattahoochee, où elles forment le lac Séminole près de Bainbridge. 
Lorsque le 7 mars 1540, Hernando de Soto découvrit la rivière, il la baptisa Rio Capachequi. Plus tard, les Espagnols la rebaptisèrent Rio Pedernales, pedernal étant le mot espagnol pour « silex ». Les Creeks la nommaient Hlonotiskahachi, ronoto signifiant « silex » dans leur langue. « Flint » signifie d'ailleurs « silex » en anglais.